# Marianna
Marianna – żeński odpowiednik imienia Marian. Potocznie jest ono często błędnie rozumiane jako wynik złożenia dwóch innych imion: Marii i Anny, analogicznie do ang. Maryann.
Imię Marianna jest w Polsce znane od średniowiecza i aż do XIX wieku było jednym z najczęściej nadawanych imion – zamiast imienia Maria, które było uznawane za święte i zarezerwowane dla matki Jezusa Chrystusa.
Marianna jest też symbolem Republiki Francuskiej. 
Zdrobnienia: Mania, Marianka.
Marianna imieniny obchodzi 1 stycznia, 2 lutego, 11 lutego, 25 marca, 26 maja, 2 czerwca i 8 września.

## Osoby noszące imię Marianna
- Marianna Biernacka (†1943) – ofiara okupacji hitlerowskiej, błogosławiona katolicka
- Mariana Díaz-Oliva – argentyńska tenisistka
- Marianne Faithfull – brytyjska piosenkarka
- Marianne Haslum – norweska curlerka
- Marianna Longa – włoska biegaczka narciarska
- Mariana Mazzucato – włosko-amerykańska ekonomistka
- Marianne Moore – amerykańska pisarka i poetka
- Marianna Oklejak – polska ilustratorka i graficzka, autorka książek dla dzieci
- Marianna Orańska – XIX-wieczna królewna niderlandzka
- Marianna Habsburg – królowa Hiszpanii jako druga żona ostatniego króla z dynastii Habsburgów
- Marianna Lubomirska – polska księżna
- Marianne Weber – niemiecka socjolog i działaczka praw kobiet.